# Wargasm (US-amerikanische Band)
Wargasm ist eine US-amerikanische Thrash-Metal-Band aus Boston, Massachusetts, die im Jahr 1982 unter dem Namen Overkill gegründet, 1995 aufgelöst und 2004 neu gegründet wurde.

## Geschichte
Die Band wurde im Jahr 1982 unter dem Namen Overkill gegründet. Die Band bestand aus Gitarrist Rich Spillberg, Schlagzeuger Barry Spillberg, Bassist Peter Schiffer und Gitarrist Bob Mayo. Im Jahr 1985 nannte sich die Band in Maniac um. Mayo wechselte von der Gitarre zum Bass und die Band bestand nur noch aus drei Mitgliedern. Im Jahr 1985 veröffentlichte die Band ein Demo namens Rainbows, Kittens, Flowers and Puppies. Danach folgten einige Auftritte in Neuengland. Im Jahr 1986 änderte die Band ihren Namen in Wargasm um. Es folgte das Demo namens Satan Stole My Lunch Money. Dadurch erreichte die Band einen Plattenvertrag und veröffentlichte ihr Debütalbum namens Why Play Around? bei Profile Records im Jahr 1988. 
Im Jahr 1989 hielt die Band eine kleine Tour zusammen mit Cro-Mags. Im selben Jahr nahm die Band das nächste Demo namens Your Dogs Teeth auf. Im Jahr 1990 folgte ein weiteres Demo namens Spirits in Decay. Im Jahr 1990 hielt die Band eine kleine Tour durch Europa zusammen mit Biohazard. Im Jahr 1991 wurde das nächste Demo namens Gasm It veröffentlicht. Danach ging die Band erneut mit Biohazard auf Tour durch Europa. Im Jahr 1992 folgte mit Enemy Mine das nächste Demo. Also, Im selben Jahr unterschrieb die Band einen Vertrag bei Massacre Records und veröffentlichte im Jahr 1993 über dieses Label das Album Ugly. Das Album enthielt Lieder der vorangegangenen Demos sowie einige neue Stücke. Es folgte eine kleine Tour zusammen mit Nuclear Assault, sowie ein Auftritt auf dem Milwaukee Metal Fest, auf dem Bands wie Slayer und Biohazard zu hören waren. Im Jahr 1993 folgten Auftritte zusammen mit Aggressor, Illdisposed, Atheist und Obituary.
Im Jahr 1994 veröffentlichte die Band die EP namens Fireball, auf der auch ein Cover von Deep Purple zu hören war. Zudem waren auch einige Live-Songs zu hören. Nach der Veröffentlichung folgte eine Tour mit Tankard. Nach der Tour nahm die Band das nächste Album namens Suicide Notes auf, das ursprünglich noch What are you Afraid of? heißen sollte. Die Band trennte sich von ihrem Label und veröffentlichte das Album bei dem niederländischen Label Transmission Records. Am 11. und 12. Februar 1995 spielte die Band im Rathskeller Rock Club in Boston ihre beiden letzten Auftritte.
Im Jahr 2000 veröffentlichte Transmission Records die Single Jingle Hell/Little Drummer Boy, auf der Lieder von Suicide Notes und einige Lieder, die bisher nur auf der japanischen Version von Suicide Notes veröffentlicht wurden, enthalten waren. Im Jahr 2004 schloss sich die Band für einen weiteren Auftritt zusammen. Das Konzert wurde als Live-DVD veröffentlicht.

## Stil
Die Band spielt klassischen, schnell gespielten Thrash Metal.

## Diskografie
Als Maniac
- Rainbows, Kittens, Flowers and Puppies (Demo, 1985, Eigenveröffentlichung)

Als Wargasm
- Satan Stole My Lunch Money (Demo, 1986, Eigenveröffentlichung)
- Why Play Around? (Album, 1988, Profile Records)
- Your Dog’s Teeth (Demo, 1990, Eigenveröffentlichung)
- Spirits in Decay (Demo, 1990, Eigenveröffentlichung)
- Gasm It (Demo, 1991, Eigenveröffentlichung)
- Ugly (Album, 1993, Massacre Records)
- Fireball (EP, 1995, Massacre Records)
- Suicide Notes (Album, 1995, Transmission Records)
- Jingle Hell / Little Drummer Boy (Single, 2000, Transmission Records)
- Live in Boston 2004: Knee Deep in the Middle East (DVD, 2008, IbiOpi Productions)
- Satan Stole My Lunch Money (Deluxe Expanded Edition) (Kompilation, 2013, Stormspell Records)
- Rawgasm: Live in Boston (Live-Album, 2015, YAAG Music)